# 国鉄7600形蒸気機関車

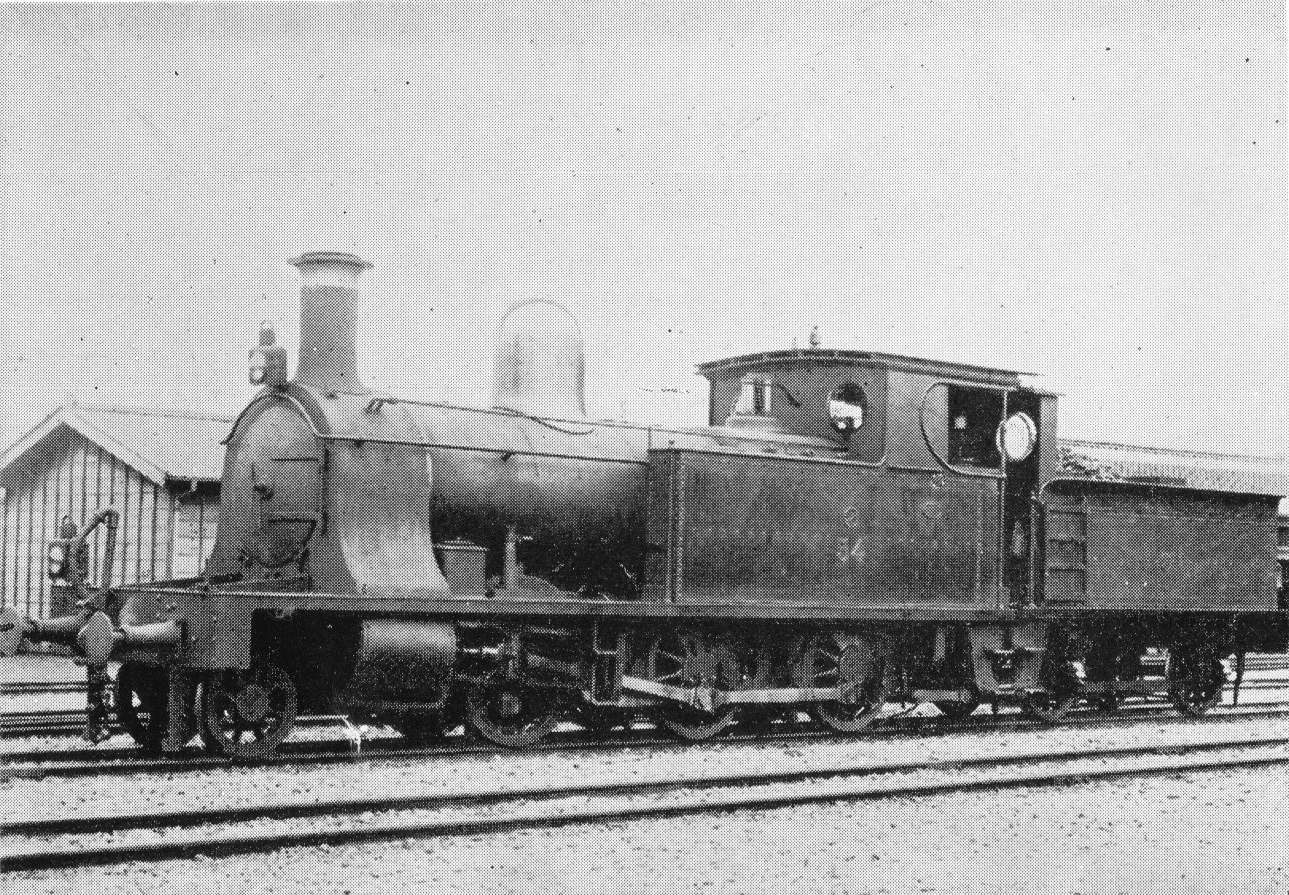
日本鉄道54（後の鉄道院7600）

7600形は、かつて日本国有鉄道の前身である鉄道作業局・鉄道院・鉄道省に在籍したテンダ式蒸気機関車である。

## 概要
元は、官設鉄道が1889年（明治22年）にイギリスのナスミス・ウィルソンで6両（製造番号369 - 374）を製造した車軸配置2-6-0(1C)形で2気筒単式の飽和式テンダ機関車である。当初の形式はW形、番号は138，140，142，144，146，148で、日本鉄道の路線で使用された。日本鉄道が、国の支援から独立した後は、その車籍に入り、W3/4形（54 - 59）に改称された。私鉄国有化を受けて1909年（明治42年）に実施された鉄道院の車両形式称号規程では、7600形（7600 - 7605）に改番された。同時期に輸入されたキットソン製のV形（後の鉄道院7450形）は同系車であった。
7450形とは主要諸元はほとんど同一で、わずかに先輪・第1動輪間の寸法が長く、火室がベルペヤ式という程度の違いであった。また、煙室側板はなだらかな末広がり形状で、7450形同様テンダ機関車でありながら側水槽を持っていたが、キットソンの製品とは異なり、角ばった形状で、第2動輪上の欠き取りも外観からは見えなかった。
また、小型機関車を得意とするナスミス・ウィルソンが日本向けに製造した、唯一のテンダ機関車である。
当初の配属は日本鉄道の東北線のほか、官設鉄道でも数両が使用された。日本鉄道籍の機関車でありながら、官設鉄道の形式も与えられていたのは、この経緯による。また、日露戦争時には陸軍野戦鉄道提理部に供出され、満州で使用されたが、全機無事に帰還した。国有化後は、黒磯、一ノ関、大宮、宇都宮に配置され、晩年は直江津線に移った。廃車は1922年（大正11年）7月で、全機が解体処分された。

## 主要諸元
- 全長 : 14,342mm
- 全高 : 3,658mm
- 全幅 : 2,286mm
- 軌間：1067mm
- 車軸配置 : 2-6-0(1C)
- 動輪直径 : 1,219mm
- 弁装置 : スチーブンソン式基本型
- シリンダー（直径×行程） : 406mm×559mm
- ボイラー圧力 : 11.2kg/m2
- 火格子面積 : 1.49m2
- 全伝熱面積 : 92.2m2
  - 煙管蒸発伝熱面積 : 83.8m2
  - 火室蒸発伝熱面積 : 8.4m2
- ボイラー水容量 : 2.9m3
- 小煙管（直径×長サ×数） : 44.5mm×3,370mm×178本
- 機関車運転整備重量 : 42.80t
- 機関車空車重量 : 35.80t
- 機関車動輪上重量（運転整備時） : 38.52t
- 機関車動輪軸重（第2動輪上） : 13.04t
- 炭水車重量（運転整備） : 19.16t
- 炭水車重量（空車） : 9.35t
- 水タンク容量 : 9.08m3
- 燃料積載量 : 3.10t
- 機関車性能
  - シリンダ引張力 : 7,200kg
- ブレーキ装置 : 手ブレーキ、真空ブレーキ